# ریسی‌یروی
ریسی‌یَرْوی (به فنلاندی: Reisjärvi) یک منطقهٔ مسکونی در فنلاند است که در اوستروبوتنیای شمالی واقع شده‌است.